# Ariantinae
Ariantinae Mörch, 1864 è una sottofamiglia di molluschi gasteropodi terrestri della famiglia Helicidae.

## Tassonomia
Comprende i seguenti generi:
- Agalactochilus Kadolsky, H. Binder & Neubauer, 2016 †
- Arianta W. Turton, 1831
- Campylaea H. Beck, 1837
- Campylaeopsis A. J. Wagner, 1914
- Cattania Brusina, 1904
- Causa Schileyko, 1971
- Chilostoma Fitzinger, 1833
- Corneola Held, 1838
- Cylindrus Fitzinger, 1833
- Delphinatia P. Hesse, 1931
- Dinarica Kobelt, 1902
- Drobacia Brusina, 1904
- Faustina Kobelt, 1904
- Helicigona A. Férussac, 1821
- Isognomostoma Fitzinger, 1833
- Josephinella F. Haas, 1936
- Kollarix Groenenberg, Subai & E. Gittenberger, 2016
- Kosicia Brusina, 1904
- Liburnica Kobelt, 1904
- Mesodontopsis Pilsbry, 1895 †
- Metacampylaea Pilsbry, 1895 †
- Paradrobacia H. Nordsieck, 2014 †
- Pseudoklikia H. Nordsieck, 2018 †
- Pseudotrizona Groenenberg, Subai & E. Gittenberger, 2016
- Thiessea Kobelt, 1904
- Vidovicia Brusina, 1904